# Liten kalklav
Liten kalklav (Endocarpon pusillum) är en lavart som beskrevs av Hedw. Liten kalklav ingår i släktet Endocarpon och familjen Verrucariaceae.  Arten är reproducerande i Sverige. Inga underarter finns listade i Catalogue of Life.